# Internet quântica
A internet quântica ou as redes quânticas formam um elemento importante da computação quântica e dos sistemas de comunicação quântica. As redes quânticas facilitam a transmissão de informações na forma de bits quânticos, também chamados de qubits, entre processadores quânticos separados fisicamente. Um processador quântico é um pequeno computador quântico capaz de executar portas lógicas quânticas em um certo número de qubits. As redes quânticas funcionam de maneira semelhante às redes clássicas. As redes quânticas facilitam a transmissão de informações - onde os computadores quânticos são vistos como nós, as conexões são estabelecidas por meio de canais quânticos. A Internet quântica promete mais segurança na web em um futuro próximo.
A principal diferença é que a rede quântica, como a computação quântica, é melhor na solução de certos problemas, como a modelagem de sistemas quânticos. Os protocolos de comunicação quântica baseados em correlações não clássicas podem ser mais eficientes do que os métodos clássicos conhecidos e oferecer segurança intrínseca à transferência direta de estado. Mais especificamente, a preparação do estado remoto visa a criação de um estado quântico desejado e conhecido em um local remoto usando comunicação clássica e emaranhamento quântico.
Em 2019, os cientistas implementaram uma comunicação quântica segura na banda de microondas em uma rede quântica local. Esta é a primeira vez que os cientistas relataram uma nova arquitetura que representa um passo crucial no caminho para a computação quântica distribuída. Cientistas da Universidade Autônoma de Barcelona criaram um protocolo que classifica e codifica os dados quânticos pelo estado em que foram preparados, com mais eficiência do que o algoritmo clássico equivalente. Este procedimento pode identificar grupos de sistemas quânticos preparados de forma idêntica. Outra pesquisa introduziu o conceito de comunicação através de redes de fibra herdadas com estados emaranhados multidimensionais, reunindo os benefícios da comunicação quântica existente com fótons polarizados com a comunicação de alta dimensão usando padrões de luz.

## Fundamentos

### Redes quânticas para computação
Computação quântica em rede ou computação quântica distribuída funciona ligando vários processadores quânticos através de uma rede quântica enviando qubits entre eles.

### Redes quânticas para comunicação
No campo da comunicação quântica, alguém deseja enviar qubits de um processador quântico para outro por longas distâncias. Dessa forma, as redes quânticas locais podem ser intra-conectadas a uma internet quântica.

### Visão geral dos elementos de uma rede quântica
A estrutura básica de uma rede quântica e mais geralmente uma internet quântica é análoga a uma rede clássica.

## Aplicações
Uma internet quântica suporta vários aplicativos, habilitados pelo entrelaçamento quântico. Em geral, o entrelaçamento quântico é adequado para tarefas que exigem coordenação, sincronização ou privacidade.
Os aplicativos esperados usando a Internet Quantum ainda estão sendo desenvolvidos, pois estamos nos estágios formativos da Internet Quantum. No entanto, uma lista inicial (e não exaustiva) dos aplicativos a serem suportados na Internet Quantum pode ser identificada e classificada usando esquemas diferentes.

### Classificação de controle x plano de dados
Os pesquisadores concentram-se na classificação centrada em telecomunicações do plano de controle versus o plano de dados, mas existem outros esquemas de classificação possíveis.

## Marco histórico
Em 2021, pela primeira vez que os cientistas foram capazes de conectar-se como "nós", ou terminais de rede mais de dois qubits, que fazem os cálculos na computação quântica. Os pesquisadores criaram o sistema, que é composto de três nós quânticos emaranhados pela lei "spooky" da mecânica quântica que governam as partículas subatômicas.